# Ülker
Ülker é uma empresa multinacional turca de alimentos e bebidas com sede em Istambul. Seus produtos são exportados internacionalmente para 110 países.  Os principais produtos da Ülker são biscoitos, biscoitos, bolachas e chocolates, embora tenham se expandido para outras categorias.
Ülker recebeu o prêmio "Empresa de doces do ano na Europa" do European Candy Kettle Club em 2004. Em dezembro de 2007, a empresa adquiriu o Godiva Chocolatier da Campbell Soup Company por US$ 850 milhões.

## História

logotipo antigo do ülker

A Ülker foi fundada em 1944 por Sabri e Asim Ülker, dois irmãos cujos pais emigraram para a Turquia da Crimeia, iniciando operações em Istambul como uma pequena padaria. Uma fábrica foi aberta em 1948. A Ülker expandiu-se na década de 1970 para exportar para o mercado do Oriente Médio, fabricação de chocolate e embalagens. No final do século 20, a Ülker fabricava margarina, óleo vegetal e laticínios. Em 2002, a Ülker se diversificou em bebidas carbonatadas e, em 2003, adicionou café turco, sorvete e comida para bebê à sua linha de produtos. Um de seus produtos é a Cola Turka, introduzida no mercado turco em 2003. O anúncio da Cola Turka, o ator Chevy Chase e de acordo com fontes locais, a Coca-Cola reduziu em 10% seus preços devido ao sucesso do lançamento da Cola Turka.
A controladora Yıldız Holding empregava mais de 41.000 pessoas e foi a quinta na lista dos fabricantes de maior sucesso na Turquia em 2001. As vendas da Ülker alcançam US$1,5 bilhão internacionalmente.